# Cultura Hassuna-Samarra
La cultura Hassuna-Samarra es un período arqueológico perteneciente a la historia de Mesopotamia comprendido aproximadamente entre 5600 y 5000 a. C.
Los hallazgos de esta cultura se deben al yacimiento arqueológico de tell Hassuna, al que debe su nombre, y que está situado en Irak, cerca del curso del Tigris. Hacia 6000 a. C. las comunidades agrícolas se instalaron definitivamente en las llanuras al pie de las montañas y particularmente en ese yacimiento.  En Choga Mami y Tell es-Sawwan, donde no es posible la agricultura sin riego, surgen redes de canales de pequeño alcance, construidas por clanes familiares. La cultura Hassuna se caracteriza por lo avanzado de su cerámica. Generalmente pintada en fondo mate, marrón rojizo o negro. Los temas no son figurativos.
Los motivos decorativos de esta alfarería (ciertos triángulos rodeados por un rombo, cruces gamadas etc.) reaparecen en Nínive, Baghuz, el Éufrates medio, la llanura de Anatolia e incluso al pie del Tauro.
Según la Escuela de Lyon está dentro del "período 6" de la historia de Mesopotamia, junto con la cultura Halaf.